# レプタ
レプタ（古代ギリシア語: Λεπτά）は、ギリシア世界で古代から用いられている通貨単位。新約聖書に出てくる貨幣の内で最小単位の銅貨である。マルコではローマ通貨のコドラントを使って、2レプタが1コドラントにあたることを説明している。

## 逸話
エルサレム神殿でイエス・キリストが、貧しいやもめがレプタ銅貨2枚を神殿に捧げたのを見た時に、この貧しいやもめは誰よりもたくさんの献金をしたと語られた。